# Friedrichshafen FF 59
Die Friedrichshafen FF 59 war ein deutsches Aufklärungsflugzeug der Kaiserlichen Marine im Ersten Weltkrieg. Nach deren Flugzeug-Gruppeneinteilung gehörte sie zur Kategorie C2MG HFT (einmotoriges, zweisitziges Schwimmerflugzeug mit MG sowie FT-Sender und -Empfänger). Es wurde eine kleine Serie produziert.

## Entwicklung
Die FF 59 entstand aus der FF 49 und war wie diese eine etwas vergrößerte und mit einem leistungsstärkeren Antrieb ausgerüstete Weiterentwicklung der erfolgreichen FF 33. Eine Bestellung des Reichsmarineamts erfolgte am 27. August 1917. Es wurden zwei Exemplare mit den Marinenummern 1822 und 1823 gebaut. Nummer 1822 wurde mit einer „umgedrehten“, das heißt, nach unten gesetzten Seitenflosse ähnlich der Seitenflosse der Hansa-Brandenburg W.12 ausgestattet, um dem Bordschützen ein größeres Schussfeld nach hinten zu ermöglichen. Diese als FF 59a durchgeführten Test verliefen mit dieser Konfiguration jedoch nicht zufriedenstellend, sodass der Marinenummer 1822 eine zusätzliche, mit I-Streben an der Höhenflosse abgestützte Seitenflosse auf das Rumpfheck aufgesetzt wurde. Die zusätzlichen Stabilisierungsflächen unter der Höhenflosse wurden bei dem nun als FF 59b bezeichneten Flugzeug weggelassen. Da durch dieses ziemlich steil nach oben gezogene Seitenleitwerk der Effekt des hinteren großen Schussraums aber wieder verloren ging, entschied man sich, die Flugzeuge mit einem herkömmlichen FF-Leitwerk auszustatten. Solchermaßen umgebaut wurde die Marinenummer 1822 am 2. Februar 1918 dem Seeflugzeug-Versuchskommando in Warnemünde als FF 59c zur Erprobung übergeben. Die Tests verliefen zufriedenstellend und am 4. Juni 1918 erfolgte die Abnahme. Im Folgenden wurde eine kleine Serie von zwanzig Einheiten der FF 59c aufgelegt und ab Sommer des Jahres mit den Nummern 3064–3083 an die Marine geliefert.

## Technische Daten

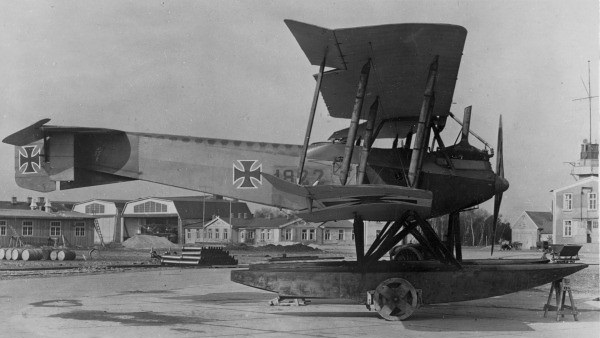
Marinenummer 1822, erste Leitwerksausführung

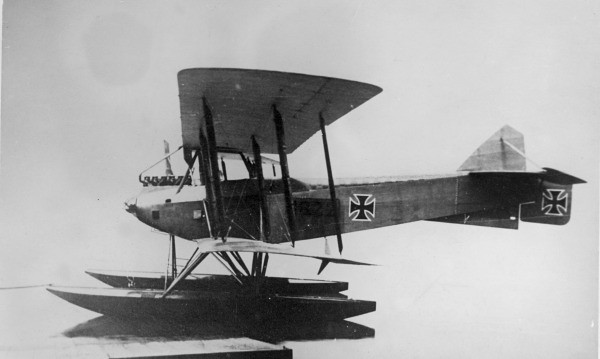
Marinenummer 1822, zweite Leitwerksausführung

| Kenngröße             | Daten (FF 59c) |
| --------------------- | --- |
| Besatzung             | 2 |
| Spannweite            | 17,80 m (oben) 16,20 m (unten)                                                                                            |
| Länge                 | 11,50 m |
| Höhe                  | 4,25 m |
| Flügelfläche          | 71,50 m² |
| Flächenbelastung      | 31,45 kg/m² |
| Leistungsbelastung    | 9,77 kg/PS |
| Leermasse             | 1586 kg |
| Zuladung              | 663 kg |
| Startmasse            | 2249 kg |
| Antrieb               | ein wassergekühlter Sechszylinder-Reihenmotor Benz Bz IV mit starrer Zweiblatt-Luftschraube Niendorf (ø 3,00 m)           |
| Nennleistung          | 200 PS (147 kW) bei 1400/min                                                                                              |
| Kraftstoffvorrat      | 408 l (286 kg) |
| Höchstgeschwindigkeit | 142 km/h in Bodennähe |
| Marschgeschwindigkeit | 120 km/h |
| Landegeschwindigkeit  | 80 km/h |
| Steigzeit             | 7,1 min auf 800 m Höhe 8,9 min auf 1000 m Höhe 15,6 min auf 1500 m Höhe 23,5 min auf 2000 m Höhe 49,7 min auf 3000 m Höhe |
| Dienstgipfelhöhe      | 3500 m |
| Reichweite            | 680 km |
| Bewaffnung            | ein bewegliches Parabellum MG 14, 7,92 mm                                                                                 |